# Un sorriso
Un sorriso è un brano musicale scritto da Don Backy e Mariano Detto. Il brano è stato interpretato sia da Don Backy che da Milva al Festival di Sanremo 1969, dove si è classificato al 3º posto.
La versione che ha avuto più successo è stata quella di Milva.
Don Backy inserì il brano come lato A del 45 giri Un sorriso/Marzo, mentre per Milva fu il lato A di Un sorriso/Amore tenero.